# Bălești (Gorj)
Băleşti é uma comuna romena localizada no distrito de Gorj, na região de Oltênia. A comuna possui uma área de 78.86 km² e sua população era de 7507 habitantes segundo o censo de 2007.